# Armando Arteaga Núñez
Armando Arteaga  
(Piura-Perú) es un escritor y periodista peruano.

## Biografía
Realizó estudios  de arquitectura en la Facultad de Arquitectura, Urbanismo y Artes de la Universidad Nacional de Ingeniería (UNI); en la Academia de Cine, bajo la dirección del cineasta Armando Robles Godoy; en el Club de Teatro con Reynaldo D’Amore, y en el TUNI con Atahualpa del Cioppo. 
Ha sido crítico de cine en el diario Expreso y editor de la página editorial del diario Gestión. 
Es director del Instituto de la Tecnología y la Cultura Andina (ITECA). Se dedica a la promoción cultural y a la difusión de la literatura piurana y apurimeña, así como también de otras regiones.
Es columnista y  crítico literario en diversas publicaciones, periódicos, y revistas del país y el extranjero. 
Ha sido presidente del Gremio de Escritores del Perú, desde el 2019 hasta el 2022.
Asesor y consultor en diversos proyectos de conservación y restauración de monumentos históricos. 
Investigador,  en "arquitectura efímera", y escenografo, trabaja en un proyecto de investigación sobre la escenografía teatral en el Perú.

## Obra publicada en antologías
Poemas suyos aparecen en la antología 10 aves raras de la poesía peruana (Lima, Fondo Editorial Cultura Peruana, 2007) editada por Luis La Hoz, en Ausente ardor de arena & algarrobos. Antología de la poesía piurana contemporánea (2017), editada por Jaime Gamarra Jr. y Miguel Hernández Sandoval y en Poetas del algarrobo. Antología poética, de Víctor López G. (2019).

## Libros publicados
- Callejón Sin Salida (poesía), Lima, Edición del autor, 1986.
- Un Amor en que aún (poesía), Lima, Edición del autor, 2000.
- Terra Ígnea (poesía), Lima, Lluvia Editores, 2004.
- Cuentos de Cortometraje (narrativa), Lima, Edición del autor, 2002.